# Фудбалски савез Светог Мартина (Холандија)
Фудбалски савез Светог Мартина (Холандија) (хол. Voetbalbond van Sint Maarten (SMSA)) је највише управно тело за фудбал на Сент Мартину (Холандија).
Фудбалски савез Светог Мартина је основан 1979. године. Није члан ФИФАе, али је придружени члан КОНКАКАФа од 2002. године. СМСА организује првенство Светог Мартина и одговоран је за фудбалску репрезентацију Светог Мартина. 

## Достигнућа
- Светско првенство у фудбалу

Учешћа: Нема
- КОНКАКАФ златни куп

Учешћа: Нема